# Il FantaParadiso
Il FantaParadiso (A Fairly Odd Summer, conosciuto anche come A Fairly Odd Movie 3 e A Fairly Odd Paradise) è un film live action della serie animata Due fantagenitori, andato in onda negli Stati Uniti d'America su Nickelodeon nel 2014. In Italia è stato trasmesso nel giugno 2015. È il 3º film della saga di film action ispirata ai fantagenitori, quindi è il seguito di Un Fantafilm: Devi crescere, Timmy Turner! e di Un Fanta Natale.

## Trama
Timmy Turner non lavora durante l'anno, pertanto Jorgen gli trova un lavoro estivo, circondato però dalla "pupu", ma lui decide di tornare a Dimmsdale.
A Dimmsdale due bambini, fratello e sorella, vengono abbandonati dai genitori a Dimmsdale, in quanto impegnati. Ma volendo i figli recarsi alle Hawaii, i genitori danno loro la carta di credito e li affidano alla babysitter Vicky. Tootie riceve una medicina per delfini dal suo mentore, il professor Sparapuzzette. Pertanto si reca alle Hawaii per tutta l'estate con questo gas. Anche i genitori si recano alle Hawaii, infatti al padre tocca pensare a una festa, e gli viene dato dal capo un assegno.
Quando Timmy torna al lavoro, Jorgen gli annuncia di partire per le Hawaii e gli assegna il suo compito: proteggere una sfera magica, l'Abracadabra. Foop nel frattempo, avendo deluso l'anti-fantamondo, viene costretto a distruggere l'Abracadabra, senza però toccarla. Timmy realizza però che il professor Sparapuzzette ha dato a Tootie il suo lucidalabbra, scambiandolo con il gas per i delfini, inoltre nel suo panino, fattogli dal padre per il pranzo, trova l'assegno del padre per l'organizzazione della festa. Così decide di partire per le Hawaii, portandosi con sé l'Abracadabra, e attiva un generatore di emergenza per la bacchetta del Fantamondo.
All'aeroporto delle Hawaii Crocker e Foop si conoscono, e stringono una sorta di alleanza per distruggere Timmy e il Fantamondo. Nel frattempo il padre di Timmy scopre di aver perso l'assegno, ma mentre lo cercano in stanza, Timmy li raggiunge e restituisce l'assegno al padre. Poi raggiunge la fidanzata e gli consegna il siero giusto. Mentre Timmy e Tootie si godono l'isola, Foop e Crocker trovano in una grotta nelle Hawaii dei graffiti e, dopo averli letti, escono dalla caverna e tramano un piano seguendo Timmy.
I bambini scappano da Vicky e conoscono Timmy e Tootie, ma Vicky li allontana e si riprende i bambini. Timmy desidera perciò la felicità dei bambini, e i suoi Fantagenitori esaudiscono il suo desiderio. I genitori di Timmy affidano il compito di organizzare la festa a Crocker e Foop; quest'ultimo si traveste da scimmia e Crocker da hawaiano, e si avvicinano a Timmy e Tootie, i quali scoprono che c'è qualcosa che non va con l'"hawaiano" e la "scimmia". Timmy e Tootie poi vengono trovati da Jorgen, che ricorda loro come l'energia alternativa duri poco, ma Timmy perde il borsone, così bacchetta magica del fantamondo smette di funzionare. Cosmo, Wanda e Poof si ritrovano intrappolati nel frigobar dell'appartamento dei genitori di Timmy, con le bacchette ormai rotte, ma riescono a fuggire.
Timmy vede Crocker e Poof correre, inseguiti da Tootie e dai bambini. Ma Foop e Crocker si recano sul vulcano per distruggere l'Abracadabra. Foop ordina a Crocker di lanciare l'Abracadabra nella lava. Intanto Timmy ritrova i fantagenitori, rimasti senza poteri. Quando Crocker ha in mano la sfera, il suo cuore diventa buono e generoso. Allora Foop mette i bambini, Tootie, Crocker e la sfera su un piedistallo al centro di un lago di lava. I fantagenitori provano a intervenire, ma si ritrovano anche loro sul piedistallo.
All'improvviso arriva Vicky, colpita prima da Timmy, che lancia una fetta di pizza colpendo Foop, mentre Timmy salva tutti quanti. Alla fine la sfera è nelle mani di Timmy e di Foop; Timmy cade nella lava con la sfera, ma la bontà della sfera fa sì che Timmy si salvi e si trasformi in una fata, mentre la sfera torna nella borsa. Foop torna dalla lava, ma viene colpito da Poof e mandato sulla Luna.
A quel punto torna Jorgen che assegna ai bambini Cosmo e Wanda come fantagenitori, e torna a mettere la sfera al suo posto. Crocker mostra a Timmy l'assegno datogli dal padre per eseguire la danza del fuoco e Timmy lo obbliga con un desiderio ad eseguirla, mantenendo il patto con suo padre.

## Personaggi e interpreti
- Timmy Turner, interpretato da Drake Bell.
- Tootie, interpretata da Daniella Monet.
- Cosmo, doppiato in originale da Daran Norris.
- Wanda, doppiata in originale da Susan Blakeslee.
- Poof, doppiato in originale da Tara Strong.
- Padre di Timmy, interpretato da Daran Norris.
- Madre di Timmy, interpretata da Teryl Rothery.
- Denzel Crocker, interpretato da David Lewis.
- Jorgen Von Strangle, interpretato da Mark Gibbon.
- Mitzy, interpretata da Ella Anderson.
- Marty, interpretato da Carter Hastings.
- Vicky, interpretata da Devon Weigel.
- Crazy Guy, interpretato da Butch Hartman.
- Foop, interpretato da Scott Baio, doppiato in originale da Eric Bauza.
- Signora Mulligan, interpretata da Ali Liebert.
- Dottor Flemmish, interpretato da Vincent Tong.